# LPXN
LPXN‏ (Leupaxin) هوَ بروتين يُشَفر بواسطة جين LPXN في الإنسان.